# Brachynomada scotti
Brachynomada scotti är en biart som beskrevs av Rozen 1997. Brachynomada scotti ingår i släktet Brachynomada och familjen långtungebin. Inga underarter finns listade.